# Trường Cao đẳng nghề Cơ điện Xây dựng Tam Điệp
Trường Cao đẳng nghề Cơ điện Xây dựng Tam Điệp được thành lập ngày 29 tháng 12 năm 2006 theo quyết định số 1988/QĐ/BLĐTBXH của Bộ Lao động Thương binh và Xã hội trên cơ sở nâng cấp trường Trung học và Dạy nghề Cơ Điện Xây dựng Nông nghiệp và phát triển nông thôn. Trường có 3 cơ sở đào tạo, Cơ sở chính tại phường Trung Sơn thành phố Tam Điệp tỉnh Ninh Bình. Đây là trường được Chính phủ chọn để thực hiện "Đề án phát triển trường nghề chất lượng cao đến năm 2020".. Trường Cao đẳng nghề Cơ Điện Xây dựng Tam Điệp sẽ trở thành Trung tâm đào tạo đa ngành, đa nghề, đa cấp học với trình độ cao trong khu vực và tiến tới nâng cấp thành trường Đại học Công nghệ thực hành vào những năm 2020.

## Quá trình hình thành

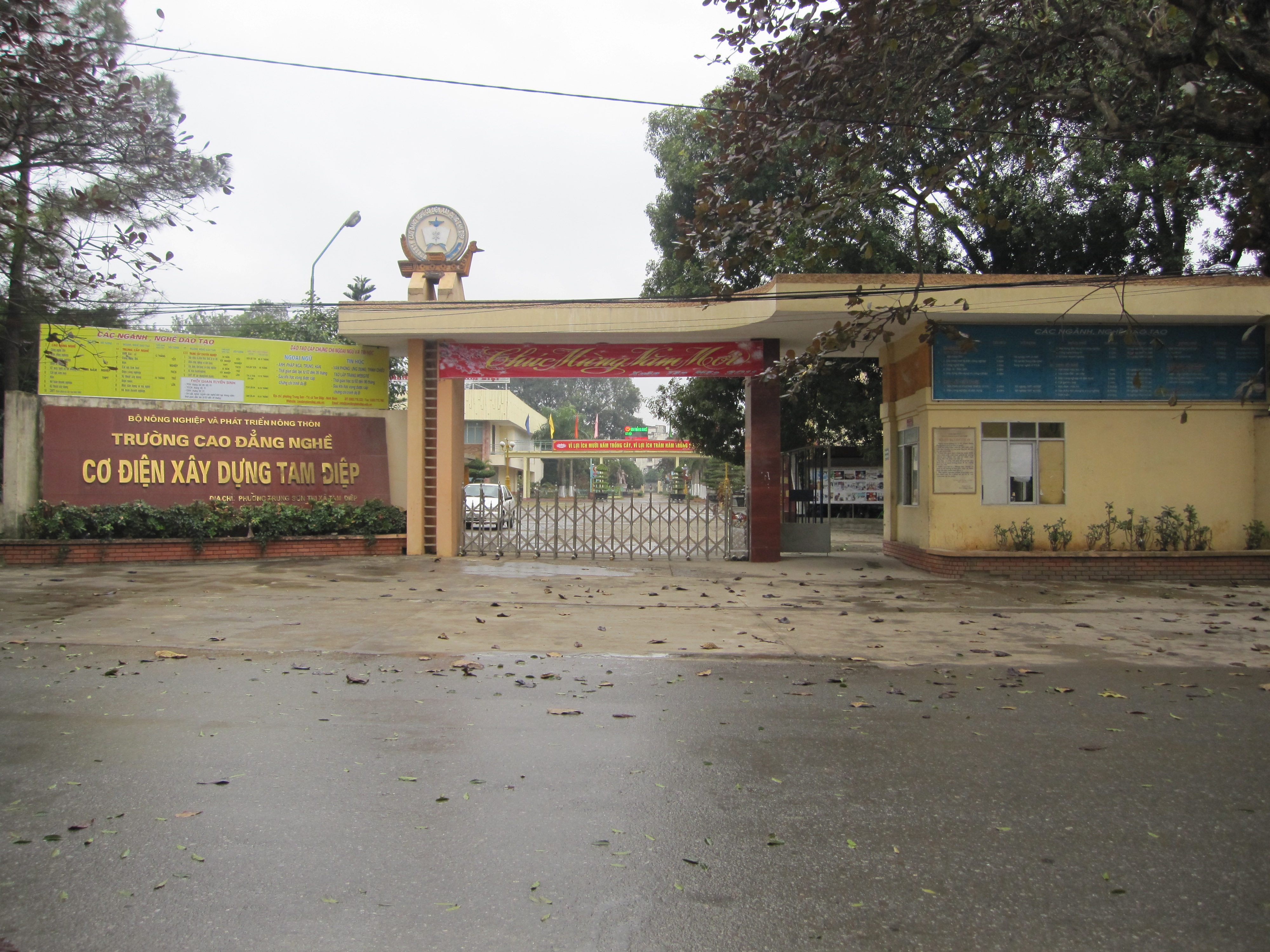
Cổng trường cao đẳng nghề cơ điện xây dựng Tam Điệp

Trường Cao đẳng nghề Cơ điện Xây dựng Tam Điệp tiền thân là Trường Trung học và dạy nghề Cơ điện xây dựng Nông nghiệp và Phát triển nông thôn được thành lập theo quyết định số 02/NN-TCCB-QĐ ngày 03 tháng 01 năm 1997 của Bộ Nông nghiệp và Phát triển Nông thôn Việt Nam trên cơ sở hợp nhất và tổ chức lại 3 trường:
- Trường Trung học cơ khí nông nghiệp trung ương
- Trường Công nhân xây dựng nông nghiệp
- Trường Công nhân cơ khí nông nghiệp Việt- Xô.

Đến 2010 năm xây dựng và trưởng thành với đội ngũ cán bộ công nhân viên 226 người đã có 116 kỹ sư, 37 thạc sĩ và 15 giáo viên đang học cao học. 100% giáo viên có trình độ sư phạm cấp 2, trình độ ngoại ngữ B và tin học cơ sở trở lên. Cơ sở vật chất được cải tạo nâng cấp có 64 phòng học lý thuyết đạt chuẩn, 57 xưởng thực hành với đầy đủ trang thiết bị hiện đại trong đó có 7 phòng thực hành công nghệ cao, 2 xưởng Hàn công nghệ cao và rô bôt hàn, 1 xưởng điện tự động hoá, 6 phòng máy vi tính với trên 200 đầu máy.
Trường tiếp tục được đầu tư theo chương trình nâng cao năng lực đào tạo nghề giai đoạn 2008- 2010 với tổng số vốn 25 tỷ đồng và là một trong 20 trường trên toàn quốc được đầu tư trọng điểm giai đoạn 2008-2010.
Ngày 29 tháng 12 năm 2006 Bộ Lao động thương binh và Xã hội đã ra quyết định số 1988 thành lập Trường Cao đẳng nghề Cơ điện xây dựng Tam Điệp trên cơ sở nâng cấp trường Trung học và dạy nghề Cơ điện xây dựng Nông nghiệp và Phát triển nông thôn. Bộ Nông nghiệp và Phát triển nông thôn ra quyết định số 196 NN-TCCB/QĐ ngày 24/1/2007 về việc quy định chức năng nhiệm vụ và tổ chức bộ máy của Trường Cao đẳng nghề cơ điện xây dựng Tam Điệp. Với quy mô đào tạo từ 4.000-4.500 học sinh, sinh viên cho các ngành sau:
Với nhiệm vụ đào tạo kỹ thuật viên và công nhân lành nghề cho ngành Nông nghiệp và Phát triển nông thôn. Quy mô đào tạo hàng năm từ 1.200-1.500 học sinh. Lịch sử phát triển của Trường được nối tiếp truyền thống của các trường độc lập trước đây.

### Trường Trung học cơ khí nông nghiệp Trung ương
Được thành lập theo Quyết định số 123 NN/QĐ ngày 9 tháng 12 năm 1960 tại thị trấn Văn Điển, huyện Thanh Trì, Thành phố Hà Nội. Trường có nhiệm vụ đào tạo cán bộ kỹ thuật và nghiệp vụ trình độ trung cấp chuyên nghiệp cho ngành cơ khí nông nghiệp, phục vụ cơ giới hoá nông nghiệp trong thời kỳ hợp tác hoá ở nông thôn miền Bắc XHCN. Năm 1965 do cuộc chiến tranh phá hoại của đế quốc Mỹ, trường sơ tán về xã Ngọc Xá, huyện Quế Võ, Bắc Ninh (nay là thị xã Quế Võ, tỉnh Bắc Ninh). Năm 1986 do yêu cầu và nhiệm vụ mới trường được chuyển về Tam Điệp, Hà Nam Ninh.
Trong 36 năm tồn tại độc lập Trường trung học cơ khí nông nghiệp Trung ương đã đào tạo được 35 khoá với tổng số 11.624 kỹ thuật viên và 2.169 công nhân bậc 3/7, trong đó có 117 học sinh Lào, Campuchia. Trường trung học cơ khí nông nghiệp Trung ương là một trong những trường đầu tiên tham gia đào tạo bồi dưỡng đội ngũ cán bộ quản lý công nông trường, các trạm đội máy kéo và cơ khí sửa chữa của miền Bắc thời kỳ những năm 60-70 của thế kỷ trước. Là chiếc nôi đào tạo bổ sung cán bộ quản lý và giáo viên dạy nghề cho các trường thuộc ngành cơ khí nông nghiệp. Nhiều học sinh ra trường đã phát huy được phẩm chất và năng lực nghề nghiệp, năng lực quản lý và đã trở thành những người lãnh đạo giữ cương vị trọng trách trong ngành và địa phương, kể cả ở các nước bạn Lào, Campuchia.

### Trường Trung cấp xây dựng nông nghiệp
Trường Trung cấp xây dựng nông nghiệp thành lập theo quyết định số 128 NNTG/QĐ ngày 28 tháng 12 năm 1971 của Uỷ ban nông nghiệp trung ương tại xã Ba Sao, huyện Kim Bảng, tỉnh Nam Hà (nay là Hà Nam). Tháng 9 năm 1973 để đáp ứng yêu cầu phát triển của ngành, trường được chuyển về thị trấn Đồng Giao, huyện Yên Mô, tỉnh Ninh Bình (nay là Thị xã Tam Điệp, tỉnh Ninh Bình).
Năm 1986 do thay đổi nhiệm vụ chức năng đào tạo nghề là chủ yếu, trường đã đổi tên thành Trường công nhân xây dựng nông nghiệp. Trong 26 năm tồn tại độc lập Trường công nhân xây dựng nông nghiệp đã đào tạo được 4.728 kỹ thuật viên giám sát công trình và khảo sát thiết kế thi công, 6.852 công nhân kỹ thuật xât dựng, mộc dân dụng, mộc mỹ nghệ và trang trí nội thất.

### Trường công nhân cơ khí nông nghiệp Việt Xô
Trường công nhân cơ khí nông nghiệp Việt Xô thành lập theo quyết định số 79 NN-TCCB/QĐ ngày 10 tháng 5 năm 1979 của Bộ Nông nghiệp. Đây là một trong những cơ sở đào tạo hiện đại bấy giờ do Liên Xô thiết kế đầu tư xây dựng và trang bị đồng bộ thiết bị giảng dạy đào tạo 5 nghề phục vụ cơ khí hoá nông nghiệp và nông thôn. Thời gian đầu 1980-1985 chính phủ Liên Xô đã cử đoàn chuyên gia gồm 28 người sang giúp đỡ đào tạo đội ngũ giáo viên, cán bộ quản lý điều hành tổ chức và sử dụng trang thiết bị đào tạo 3 khoá đầu tiên tại trường.
Sau 18 năm tồn tại độc lập, Trường công nhân cơ khí nông nghiệp Việt Xô đã đào tạo được 5.748 công nhân bậc 3/7. Cùng với chuyên gia Liên Xô biên soạn và biên dịch 25 bộ giáo trình cho 9 nghề được ban hành sử dụng chung cho khối trường ngành cơ khí nông nghiệp. Ngoài ra còn tham gia bồi dưỡng hàng trăm lượt giáo viên dạy nghề cho ngành và địa phương.

## Các lĩnh vực đào tạo
Hệ Trung cấp chuyên nghiệp:
- Sửa chữa và khai thác thiết bị cơ khí
- Điện công nghiệp và dân dụng
- Kế toán doanh nghiệp
- Xây dựng dân dụng và công nghiệp
- Công nghệ thông tin (Hệ thống văn phòng/ Kinh doanh)

Hệ Cao đẳng nghề:
- Công nghệ ô tô
- Công nghệ Hàn
- Điện công nghiệp
- Điện tử dân dụng và công nghiệp
- Điện tự động hoá
- Kỹ thuật và xây dựng
- Sửa chữa và lắp ráp máy tính
- Kế toán doanh nghiệp

Hệ trung cấp nghề:
- Xúc ủi
- Cần trục
- Công nghệ ô tô
- Hàn điện, hàn hơi
- Cắt gọt kim loại
- Điện công nghiệp và dân dụng
- Điện tử, điện lạnh
- Kỹ thuật xây dựng và trang trí nội thất
- Kỹ nghệ sắt
- Mộc dân dụng
- Mộc mỹ nghệ
- Điện nước

## Thành tích
- Tính đến tháng 4 năm 2008 Trường Cao đẳng nghề Cơ điện Xây dựng Tam Điệp đã đào tạo được 21.720 kỹ thuật viên và công nhân lành nghề, trong đó TCCN: 7824; TCN: 14.096. Nếu tính cả số học sinh tốt nghiệp của các trường cũ thì con số này là 41.577.
- Số học sinh tốt nghiệp ra trường có việc làm là 71,6%, những năm gần đây đạt 87%.[cần dẫn nguồn]
- Từ năm 2000 đến nay quy mô đào tạo của trường tăng hơn 200% (năm 2000 có 2.100 sinh viên, năm 2008 có 4.439 học sinh, sinh viên)
- Trong 5 năm gần đây với trình độ TCCN ngoài 4 ngành truyền thống: Cơ khí, Điện, Tài chính-Kế toán và Xây dựng, từ năm 2003 nhà trường đã mở thêm ngành Công nghệ thông tin. Với trình độ công nhân (TCN), trường mở thêm các nghề: Điện tử, Điện lạnh, Điện tự động hoá, Đường ống, Kỹ nghệ sắt, Cầu trục. Từ năm 2007 đến nay nhà trường được giao nhiệm vụ đào tạo nghề với trình độ Cao đẳng: Công nghệ ô tô, Hàn, Kế toán doanh nghiệp, Sửa chữa và lắp ráp máy tính, Điện tử, Điện lạnh, Điện tự động hoá, Điện công nghiệp, Kĩ thuật xây dựng.
- Trong trường đã ứng dụng công nghệ thông tin, sử dụng giáo án điện tử, quản lý dữ liệu trên máy tính; đã xây dựng được đội ngũ giáo viên đồng bộ, bổ sung nhiều giáo viên trẻ có năng lực đáp ứng kịp thời những yêu cầu và nhiệm vụ mới.

Trong những năm qua số lượng học sinh đăng ký vào trường ngày càng tăng: năm 2000 là 10%; năm 2008 là 50%, có ngành tăng 250%, nâng quy mô đào tạo của trường hiện nay là trên 5000 học sinh. Số lượng học sinh, sinh viên thực tế trong năm học 2008-2009 là 5.236 tăng gấp 4 lần so với năm học 1997-1998, chưa kể gần 1000 học sinh tại các cơ sở liên kết đào tạo ngoài trường ở các tỉnh Đồng Tháp, Hậu Giang, Nghệ An, Thanh Hoá, Hoà Bình và Nam Định. Tính đến tháng 10 năm 2008 trường Trung học và dạy nghề cơ điện xây dựng Nông nghiệp và phát triển nông thôn đã đào tạo được 23.124 kỹ thuật viên và công nhân lành nghề trong đó Trung cấp chuyên nghiệp 8.378, Trung cấp nghề 14.765. Nếu tính cả số học sinh tốt nghiệp của các trường cũ thì con số này là 54.245.